# گودال سوندا

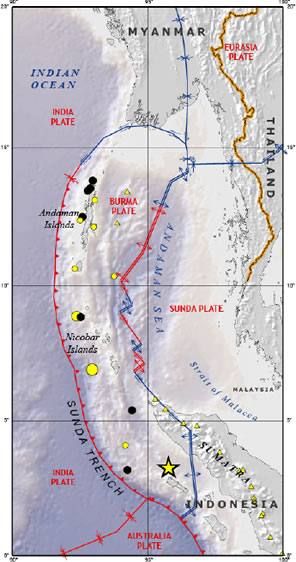
محدوده گودال سوندا (Sunda Trench) بر روی نقشه مشخص شده‌است

گودال سوندا (انگلیسی: Sunda Trench) که قبلاً به عنوان سنگر جاوا شناخته می‌شده و گاهی هنوز هم به عنوان «سنگر سوندا» شناخته می‌شود، یک درازگودال اقیانوسی است که در اقیانوس هند در نزدیکی سوماترا واقع شده‌است؛ جایی که صفحات استرالیایی-کاپریکورن در زیر بخشی از صفحه اوراسیا فرورانش می‌کنند. طول آن ۳۲۰۰ کیلومتر (۲۰۰۰ مایل) و حداکثر عمق آن ۷۲۹۰ متر (۲۳۹۲۰ فوت) است. حداکثر عمق آن عمیق‌ترین نقطه در اقیانوس هند است. این گودال از جزایر سوندای کوچک گذشته جاوا، در اطراف سواحل جنوبی سوماترا تا جزایر آندامان امتداد دارد و مرز بین صفحه هند و استرالیا و صفحه اوراسیا (به ویژه، صفحه سوندا) را تشکیل می‌دهد. این گودال به عنوان بخشی از حلقه آتش اقیانوس آرام و همچنین یکی از حلقه‌های درازگودال در اطراف لبه‌های شمالی صفحه استرالیا در نظر گرفته می‌شود.
در سال ۲۰۰۵، دانشمندان شواهدی یافتند که نشان می‌دهد فعالیت‌های زلزله سال ۲۰۰۴ در منطقه ترانشه جاوا می‌تواند منجر به تغییرات فاجعه‌بار بیشتر در مدت زمان نسبتاً کوتاه، شاید کمتر از یک دهه شود. این تهدید منجر به توافق‌های بین‌المللی برای ایجاد سیستم هشدار سونامی در امتداد سواحل اقیانوس هند شده‌است.